# James LoMenzo
James „JLo“ LoMenzo (* 13. ledna 1959 Brooklyn, New York, Spojené státy americké) je americký heavymetalový hudebník, především známý jako baskytarista Megadeth. Býval členem kapel jako White Lion, Black Label Society, Slash's Snakepit, David Lee Roth, Tim „Ripper“ Owens a další.

## Kariéra

### Megadeth (2006-2010, 2021-současnost)
Od února 2006 do února 2010 byl LoMenzo basistou thrash metalové kapely Megadeth. První album s Megadeth, na kterém vystoupil, byl United Abominations z roku 2007. LoMenzo také účinkoval na dalším albu kapely Endgame z roku 2009. 8. února 2010 bylo oznámeno, že LoMenzo nahradil původního baskytaristu skupiny Megadeth Davida Ellefsona.
11. srpna 2021 bylo oznámeno, že LoMenzo se vrátil do Megadeth jako hostující člen na turné za Ellefsonovu náhradu.
31. května 2022 bylo oznámeno, že James se stal stálým členem Megadeth.

## Diskografie

### S Rondinelli
- Wardance (nahráno asi 1985, vydáno 1996)

### S White Lion
- Pride (1987)
- Big Game (1989)
- Mane Attraction (1991)
- The Best of White Lion (1992)

### S Pride & Glory/Zakkem Wyldem/Black Label Society
- Pride & Glory (1994)
- Book of Shadows (1996)
- Hangover Music Vol. VI (2004)
- Mafia (2005)

### S Mikem Trampem
- Capricorn (1998)

### S Davidem Lee Rothem
- Diamond Dave (2003)

### S Hideous Sun Demons
- Hideous Sun Demons (2004)

### S Megadeth
- United Abominations (2007)
- Endgame (2009)

### S Timem Owensem
- Play My Game (2009)

### S X-Drive
- Get Your Rock On (2014)

### Se Sweet Lynch
- Only To Rise (2015)
- Unified (2017)